# Ivo Vinco
Ivo Vinco (Bosco Chiesanuova, Itàlia, 8 de novembre de 1927 – Verona, Itàlia, 8 de juny de 2014) fou un baix operístic italià.

## Biografia
Va estudiar inicialment al Liceu Musical de Verona i després a l'Acadèmia del Teatre La Scala de Milà, amb Ettore Campogalliani. Va debutar en 1954 a Verona com Ramfis de l'òpera Aida de Verdi. Va aparèixer successivament en els teatres més importants d'Itàlia: Milà, Roma, Nàpols, Torí, Venècia, Bolonya, Palerm, Parma i Florència.
A l'estranger va cantar a Viena, Múnic, Berlín, Hamburg, Moscou, París, Montecarlo, Barcelona, Lisboa, Split, Ciutat de Mèxic, Buenos Aires, Nova York (al Metropolitan), Chicago i San Francisco. Va cantar nombrosos ocasions al Gran Teatre del Liceu de Barcelona, habitualment acompanyant en el repartiment a la seva esposa, Fiorenza Cossotto.
Va interpretar en gran part dels rols més importants del repertori d'òpera italià: Don Basilio (El barber de Sevilla), Oroveso (Norma), Raimondo (Lucia di Lammermoor), Sparafucile (Rigoletto), Ferrando (Il trovatore), Fiesco (Simon Boccanegra), Pare Guardiano (La forza del destino), Gran Inquisitore (Don Carlo), Alvise (La Gioconda).
Va estar casat amb la mezzosoprano Fiorenza Cossotto.

## Repertori
| Rol                                                   | Òpera                    | Compositor   |
| ----------------------------------------------------- | ------------------------ | ------------ |
| Lorenzo                                               | I Capuleti e i Montecchi | Bellini      |
| Conte Rodolfo                                         | La sonnambula            | Bellini      |
| Oroveso                                               | Norma                    | Bellini      |
| Sir Giorgio                                           | I Puritani               | Bellini      |
| Conte Tomskij                                         | La dama di picche        | Čajkovskij   |
| Inigo                                                 | L'osteria portoghese     | Cherubini    |
| Príncep de Bouillon                                   | Adriana Lecouvreur       | Cilea        |
| Enrico VIII                                           | Anna Bolena              | Donizetti    |
| Dulcamara                                             | L'elisir d'amore         | Donizetti    |
| Raimondo Bidebent                                     | Lucia di Lammermoor      | Donizetti    |
| Baldassarre                                           | La Favorita              | Donizetti    |
| Bartolo                                               | Le nozze di Figaro       | Mozart       |
| Cosma Iona di Midia                                   | La figlia di Jorio       | Pizzetti     |
| Alvise Badoéro                                        | La Gioconda              | Ponchielli   |
| Colline                                               | La bohème                | Puccini      |
| Jake Wallace                                          | La fanciulla del West    | Puccini      |
| Messer Amantio Di Nicolao Maestro Spinelloccio Simone | Gianni Schicchi          | Puccini      |
| Timur                                                 | Turandot                 | Puccini      |
| Comte Asdrubale                                       | La pietra del paragone   | Rossini      |
| Filiberto                                             | Il signor Bruschino      | Rossini      |
| Don Basilio                                           | Il barbiere di Siviglia  | Rossini      |
| Zaccaria                                              | Nabucco                  | Verdi        |
| Araldo Banco                                          | Macbeth                  | Verdi        |
| Sparafucile                                           | Rigoletto                | Verdi        |
| Ferrando                                              | Il trovatore             | Verdi        |
| Jacopo Fiesco                                         | Simon Boccanegra         | Verdi        |
| Pare Guardiano                                        | La forza del destino     | Verdi        |
| Gran Inquisitore                                      | Don Carlo                | Verdi        |
| Ramfis                                                | Aida                     | Verdi        |
| Pistola                                               | Falstaff                 | Verdi        |
| Un eremita                                            | Der Freischütz           | Weber        |
| Simon                                                 | I quatro rusteghi        | Wolf-Ferrari |

## Discografia

### Enregistraments d'estudi
| Any  | Òpera Rol                             | Elenc                                                                      | Director             | Segell              |
| ---- | ------------------------------------- | -------------------------------------------------------------------------- | -------------------- | ------------------- |
| 1959 | La Gioconda Alvise Badoéro            | Maria Callas, Piero Cappuccilli, Fiorenza Cossotto                         | Antonino Votto       | EMI                 |
|      | Le nozze di Figaro Bartolo            | Giuseppe Taddei, Anna Moffo, Elisabeth Schwarzkopf, Fiorenza Cossotto      | Carlo Maria Giulini  | EMI                 |
|      | Lucia di Lammermoor Raimondo Bidebent | Renata Scotto, Giuseppe Di Stefano, Ettore Bastianini                      | Nino Sanzogno        | Ricordi             |
| 1960 | Rigoletto Sparafucile                 | Ettore Bastianini, Renata Scotto, Alfredo Kraus, Fiorenza Cossotto         | Gianandrea Gavazzeni | Ricordi             |
| 1961 | Don Carlo Gran Inquisitore            | Flaviano Labò, Antonietta Stella Boris Christoff, Fiorenza Cossotto        | Gabriele Santini     | Deutsche Grammophon |
| 1962 | Il trovatore Ferrando                 | Carlo Bergonzi, Antonietta Stella, Fiorenza Cossotto                       | Tullio Serafin       | Deutsche Grammophon |
| 1963 | Rigoletto Sparafucile                 | Dietrich Fischer-Dieskau, Renata Scotto, Carlo Bergonzi, Fiorenza Cossotto | Rafael Kubelik       | Deutsche Grammophon |
| 1964 | La bohème Colline                     | Gianni Raimondi, Mirella Freni, Rolando Panerai                            | Herbert von Karajan  | Cetra               |

### Enregistraments en directe
- La pietra del paragone, amb Fiorenza Cossotto, Silvana Zanolli, Eugenia Ratti, Alvino MIsciano, Renato Capecchi, dir. Nino Sanzogno - La Scala 1959 ed. Cetra
- La Favorita, amb Fiorenza Cossotto, Luigi Ottolini, Piero Guelfi, dir. Nino Sanzogno - RAI-Torino 1960 ed. Movimento Musica
- L'elisir d'amore, amb Renata Scotto, Giuseppe Di Stefano, Giulio Fioravanti, dir. Gianandrea Gavazzeni - Bèrgam 1961 ed. Movimento Musica/Paragon
- La forza del destino, amb Marcella De Osma, Flaviano Labò, Piero Cappuccilli, Fiorenza Cossotto, dir. Ottavio Ziino - Fidenza 1961 ed. Bongiovanni
- Nabucco, amb Ettore Bastianini, Mirella Parutto, Luigi Ottolini, Anna Maria Rota, dir. Bruno Bartoletti - Florència 1961 ed. GOP/Myto
- Il trovatore, amb Franco Corelli, Antonietta Stella, Fiorenza Cossotto, Ettore Bastianini, dir. Gianandrea Gavazzeni - La Scala 1962 ed. Myto
- La bohème, amb Mirella Freni, Gianni Raimondi, Rolando Panerai, Edda Vincenzi, dir. Herbert von Karajan - La Scala 1963 ed. Cetra
- La bohème, amb Mirella Freni, Gianni Raimondi, Rolando Panerai, Hilde Gueden, dir. Herbert von Karajan - Viena 1963 ed. RCA
- Il trovatore, amb Carlo Bergonzi, Gabriella Tucci, Piero Cappuccilli, Giulietta Simionato, dir. Gianandrea Gavazzeni - Moscou 1964 ed. Nuova Era/Opera D'Oro
- Norma, amb Maria Callas, Gianfranco Cecchele, Giulietta Simionato, dir. Georges Prêtre - París 1965 ed. Melofram/Eklipse
- Norma, amb Leyla Gencer, Gastone Limarilli, Fiorenza Cossotto, dir. Oliviero De Fabritiis - Lausana 1966 ed. Myto
- La Gioconda, amb Elena Souliotis, Renato Cioni, Giangiacomo Guelfi, Fiorenza Cossotto, dir. Nino Sanzogno - Chicago 1966 ed. Lyric Distribution
- Aida, amb Gabriella Tucci, Flaviano Labò, Fiorenza Cossotto, Aldo Protti, dir. Fernando Previtali - Venècia 1970 ed. Mondo Musica
- La Favorita, amb Fiorenza Cossotto, Luigi Ottolini, Mario Sereni, dir. Nino Sanzogno - RAI-Roma 1970 ed. Opera Lovers/Fiori
- Norma, amb Montserrat Caballé, Bruno Prevedi, Fiorenza Cossotto, dir. Carlo Felice Cillario - Barcelona 1970 ed. Melodram
- Norma, amb Montserrat Caballè, Gianni Raimondi, Fiorenza Cossotto, dir. Gianandrea Gavazzeni - La Scala 1972 ed. GOP/Myto
- Aida (DVD), amb Oriana Santunione, Carlo Bergonzi, Fiorenza Cossotto, Giampiero Mastromei, dir. Oliviero De Fabritiis - Verona 1973 ed. VAI